# Caroline Hain
Caroline Hain (4 de julio de 1996) es una deportista australiana que compite en judo. Ganó dos medallas en el Campeonato de Oceanía de Judo en los años 2017 y 2018.

## Palmarés internacional
| Campeonato de Oceanía | Campeonato de Oceanía | Campeonato de Oceanía | Campeonato de Oceanía |
| Año                   | Lugar                 | Medalla               | Categoría             |
| --------------------- | --------------------- | --------------------- | --------------------- |
| 2017                  | Nukualofa (Tonga)     | Medalla de plata      | –48 kg                |
| 2018                  | Numea (Francia)       | Medalla de oro        | –48 kg                |